# Balagàtxevo (possiólok)
|  | Per a altres significats, vegeu «Balagàtxevo». |

Balagàtxevo (en rus: Балагачево) és un poble (possiólok) de l'óblast de Tomsk, a Rússia, que el 2015 tenia 100 habitants.